# Thailand Senior Masters
Het Thailand Senior Masters is een golftoernooi van de Europese PGA Tour. 
De eerste editie vond plaats in 2010 op de Royal Gems Golf Club and Sports Club in Bangkok. Er was een goede vertegenwoordiging van Europese spelers zoals Bernhard Langer, Sam Torrance en Ian Woosnam aanwezig maar toch won de lokale 53-jarige favoriet Boonchu Ruangkit met een fraaie score van -21 en elf slagen voorsprong op nummer 2, zijn landgenoot Jamnian Chitprasong. Gordon J. Brand eindigde als beste Europeaan op de 5de plaats.
| Jaar                          | Baan                                 | Winnaar                       |
| Chang Thailand Senior Masters | Chang Thailand Senior Masters        | Chang Thailand Senior Masters |
| ----------------------------- | ------------------------------------ | ----------------------------- |
| 2010                          | Royal Gems Golf Club and Sports Club | Boonchu Ruangkit              |